# Getingtjärnen, Västerbotten
Getingtjärnen är en sjö i Vindelns kommun i Västerbotten och ingår i Umeälvens huvudavrinningsområde. Sjön har en area på 0,0832 kvadratkilometer och ligger 259 meter över havet.

## Delavrinningsområde
Getingtjärnen ingår i det delavrinningsområde (714171-169829) som SMHI kallar för Ovan Kryckeltjärnbäcken. Medelhöjden är 278 meter över havet och ytan är 28,42 kvadratkilometer. Det finns inga avrinningsområden uppströms utan avrinningsområdet är högsta punkten. Mjösjöån som avvattnar avrinningsområdet har biflödesordning 4, vilket innebär att vattnet flödar genom totalt 4 vattendrag innan det når havet efter 125 kilometer. Avrinningsområdet består mestadels av skog (61 procent) och sankmarker (33 procent). Avrinningsområdet har 0,37 kvadratkilometer vattenytor vilket ger det en sjöprocent på 1,3 procent.